# Parentia milleri
Parentia milleri är en tvåvingeart som först beskrevs av Octave Parent 1933.  Parentia milleri ingår i släktet Parentia och familjen styltflugor. Inga underarter finns listade i Catalogue of Life.